# Cricula banggaiensis
Cricula banggaiensis är en fjärilsart som beskrevs av Naumann och Paukstadt 1997. Cricula banggaiensis ingår i släktet Cricula och familjen påfågelsspinnare. Inga underarter finns listade i Catalogue of Life.